# NGC 6552
NGC 6552 ist eine Balken-Spiralgalaxie mit aktivem Galaxienkern vom Hubble-Typ SBbc im Sternbild Drache am Nordsternhimmel. Sie ist schätzungsweise 364 Millionen Lichtjahre von der Milchstraße entfernt und hat einen Durchmesser von etwa 105.000 Lichtjahren.
Das Objekt wurde am 6. Oktober 1866 von Heinrich Louis d’Arrest entdeckt.